# Datowanie metodą typologiczną
Datowanie metodą typologiczną – metoda datowania względnego oparta na teorii ewolucji Darwina. Opiera się na założeniu, że ewolucja zabytków przebiegała w taki sam sposób jak żywych organizmów, tzn. od form najprostszych do najbardziej złożonych. Im zabytek jest starszy tym ma prostszą formę, im młodszy tym forma bardziej złożona.